# Der Standard
 (juin 2019).
Der Standard est un quotidien autrichien créé par Oscar Bronner en 1988, sur le modèle du New York Times. Imprimé à Vienne, sa diffusion dépasse les 50 000 exemplaires par jour. La ligne éditoriale est présentée comme étant libérale et indépendante. Le site internet du journal ouvre en 1995.
Der Standard est souvent cité pour ses articles sur l'Autriche par des journaux étrangers.

## Histoire
Der Standard a été fondé par Oscar Bronner en tant que journal financier et a publié sa première édition en 1988. La société de médias allemande Axel Springer a acquis une participation dans le journal en 1988 et l'a vendue en 1995.
Der Standard se considère comme libéral (socialement et culturellement et non économiquement) et indépendant.

## Situation concurrentielle
En 2002, le journal était l'un des quatre quotidiens de qualité distribués à l'échelle nationale en Autriche, avec Salzburger Nachrichten, Die Presse et Wiener Zeitung.